# 武当行宫 (扬州)
武当行宫位于中国江苏省扬州市广陵区东关街300号，中轴线上依次为山门、真武殿和大殿，面阔均为三间，另于东侧建有部分廊房，院内存有古银杏树三株。
该建筑始建年代不详，因供奉真武大帝，原被称为真武庙。明宣德三年（1428年）知府陈贞在原址上重建，嘉靖时重修，并存有王轨所撰碑记，记述了当时的建筑规模。因嘉靖时含山人耿氏立“武当行宫”石碣祈福，故有此民间习称。清咸丰三年（1853年）大部分建筑遭战火损毁，光绪时再次重修。光绪二十八年（1902年）近代扬州第一所官立中学仪董学堂创办于此（今扬州中学前身），1949年后又相继由东关街小学和艺蕾小学使用，2007年至2008年4月进行了修缮出新，现状除宗教用途外，亦为展示扬州道教文化的场所。